# Principles of Lust
Singles de Enigma
Mea Culpa (Part II)
(1991) The Rivers of Belief
(1991)
Principles of Lust est un single musical du groupe Enigma, sorti le 1er juillet 1991 comme troisième extrait de l'album MCMXC a.D., sorti en décembre 1990. Bien que classé dans certains pays, le titre n'a pas rencontré un véritable succès commercial comme les précédents extraits de l'album.

## Vue d'ensemble
À l'origine, Principles of Lust est le premier des deux mouvements de l'album divisé en trois parties, notamment la seconde partie, Find Love, qui sera la partie reprise pour le single dans une version remixée : la version album démarre avec des bruits, suivi de respirations et de l'orchestration, dont un morceau de piano et la voix de Sandra qui charge les auditeurs à poursuivre leur désir, tandis que la version remixée publié en single, à peu près la même que celle de l'album sauf pour certaines parties de la musique, notamment pour le début, la flûte shakuhachi y est ajouté et les respirations entendues au début de Find Love furent enlevés. 
La pochette du single montre dans un cercle une partie de l'Allégorie avec Vénus et Cupidon, connu aussi sous le titre du Triomphe de Venus, une peinture de Agnolo Bronzino, datant de 1545 et qui appartient aujourd'hui à la National Gallery de Londres.

## Sortie et accueil
Principles of Lust sort en single le 1er juillet 1991 comme troisième extrait de l'album MCMXC a.D. sous le format 45 tours, maxi 45 tours et disque compact, contenant plusieurs versions du titre, dont la version radio et la version album. En France, le single entre au Top 50 le 27 juillet 1991 à la 43e place et ne parvient qu'a atteindre la 29e place du classement lors de sa cinquième semaine de présence. Il quitte le Top le 21 septembre 1991 à la 45e place après neuf semaines de présence dans les charts. En Belgique flamande, il atteint la 43e place des meilleures ventes de singles. Au Royaume-Uni, Principles of Lust est resté classé deux semaines dans les charts à partir du 10 août 1991, dont une à la 59e place. À l'inverse de deux premiers singles, Sadeness (Part I) et Mea Culpa (Part II), Principles of Lust n'a pas connu de véritable succès, en raison des faibles résultats dans les pays où il fut classé. 
Le single est également sorti en Italie, mais ne s'est pas classé et aux États-Unis en single promotionnel.

## Classement hebdomadaire
| Classement (1991)                      | Meilleure position |
| -------------------------------------- | ------------------ |
| Belgique (Flandre Ultratop 50 Singles) | 43                 |
| France (SNEP)                          | 29                 |
| Royaume-Uni (UK Singles Chart)         | 59                 |
| Allemagne (Offizielle Deutsche Charts) | 90                 |